# Universidad Canisius
La Universidad Canisius es una universidad privada, católica, de la Compañía de Jesús (Jesuitas), ubicada en Búfalo (Nueva York), Estados Unidos de América. Forma parte de la Asociación de Universidades Jesuitas (AJCU), en la que se integran las 28 universidades que la Compañía de Jesús dirige en los Estados Unidos.

## Historia
La universidad fue fundada en 1870 por la Compañía de Jesús. Su nombre está dedicado a San Pedro Canisio (Petrus Canisius), Jesuita neerlandés del siglo XVI. El 1 de agosto de 2023 cambió su nombre de Canisius College a Universidad Canisius.

## Vida Estudiantil
Canisius mezcla el ambiente de una pequeña institución académica de élite con la influencia de una gran ciudad. Los alumnos se aprovechan de las elevadas prestaciones que los Jesuitas ofrecen en el campus, a la vez que disponen de la oferta cultural, deportiva y de ocio de Búfalo.

## Campus
Canisius tiene un campus de 58 acres, donde se levantan los 37 edificios propiedad de la Universidad. 

## Deportes
Los equipos deportivos de Canisius se denominan Canisius Golden Griffins, y compiten con 16 equipos en División I de la NCAA, en la Metro Atlantic Athletic Conference, excepto en hockey sobre hielo, que lo hace en la Atlantic Hockey. 
Mantiene una rivalidad deportiva histórica con otras dos universidades católicas del estado de Nueva York: Niágara, y San Buenaventura.